# Радмила Радовановић
Радмила Радовановић Андрић (Београд, 17. јул 1934 — 20. новембар 2018) била је српска филмска, телевизијска и позоришна глумица.

## Биографија
Радмила Радовановић је рођена је у Београду 17. јула 1934. године. Њен отац је родом Херцеговац, а мајка Словенка. Пријемни на академији је полагала заједно са Ружицом Сокић, и обе су први пут пале. Други пут када је требало да полаже пријемни мајка јој је умрла, па је одлучила да студира књижевност. Онда ју је Бата Стојковић наговорио да покуша поново да упише глуму, и то је и учинила. Бата јој је био велика подршка. У класи на Академији са њом су били: Бата Живојиновић, Никола Симић и Рада Ђуричин.
Добитница је више глумачких и грађанских награда, између осталих Октобарске награде града Београда и *Златне арене за најбољу главну женску улогу на Филмском фестивалу у Пули за улогу у филму Моја страна свијета 1969. године. Најзначајније улоге остварила је у Позоришту. Њено играње с Михајлом Викторовићем у представи Драги мој лажљивче по тексту Шоа ушло је у Гинисову књигу рекорда као најдуже непрекидно извођење једне представе у истој подели, (39 година) све до смрти Викторовића. Поред тога припадају јој заслуге и за ангажман Стеве Жигона као редитеља.
Била је удата за Драгослава Андрића, писца, драматурга, преводиоца и публицисте, с којим има сина Љубодрага.
Преминула је 20. новембра 2018. године. Сахрањена је у Алеји заслужних грађана на Новом гробљу у Београду.

## Филмографија
|                   | 1950 ▼ | 1960 ▼ | 1970 ▼ | 1980 ▼ | 1990 ▼ | 2000 ▼ | 2010 ▼ | Укупно |
| ----------------- | ------ | ------ | ------ | ------ | ------ | ------ | ------ | ------ |
| Дугометражни филм | 4      | 1      | 2      | 0      | 0      | 0      | 0      | 7      |
| ТВ филм           | 0      | 3      | 6      | 3      | 2      | 1      | 0      | 15     |
| ТВ серија         | 0      | 0      | 1      | 0      | 1      | 1      | 1      | 4      |
| ТВ мини серија    | 0      | 0      | 0      | 1      | 0      | 0      | 0      | 1      |
| ТВ кратки филм    | 0      | 0      | 0      | 1      | 0      | 0      | 0      | 1      |
| Укупно            | 4      | 4      | 9      | 5      | 3      | 1      | 1      | 28     |

| Год.       | Назив                              | Улога                 |
| ---------- | ---------------------------------- | --------------------- |
| 1950.-те ▲ |                                    |                       |
| 1955.      | Шолаја                             |                       |
| 1957.      | Суботом увече                      | Нада Маринковић       |
| 1959.      | Сам                                | Рада                  |
| 1959.      | Ветар је стао пред зору            | Јасна                 |
| 1960.-те ▲ |                                    |                       |
| 1968.      | Прљаве руке                        |                       |
| 1968.      | Брачна постеља                     |                       |
| 1968.      | Дама с камелијама                  |                       |
| 1969.      | Моја страна света                  | Жена                  |
| 1970.-те ▲ |                                    |                       |
| 1971.      | Баријоново венчање                 |                       |
| 1972.      | Розенбергови не смеју да умру      |                       |
| 1972.      | Самоубица (ТВ)                     | Мадам Софи, кројачица |
| 1973.      | Тежак пут                          |                       |
| 1973.      | Госпођа Дели има љубавника         |                       |
| 1974.      | Мери Роуз                          |                       |
| 1974.      | Страх                              | Јелисавета            |
| 1976.      | Деца расту ноћу                    | Славица               |
| 1976.      | Ноћна скела                        |                       |
| 1977.      | Никола Тесла (ТВ серија)           | Ђука Мандић           |
| 1978.      | Није него                          | госпођа Маргарита     |
| 1978.      | Госпођа министарка (ТВ)            | Дара                  |
| 1980.-те ▲ |                                    |                       |
| 1980.      | Интереси                           | Смиљка                |
| 1981.      | На рубу памети                     |                       |
| 1982.      | Јелена Гавански                    | Јелена Гавански       |
| 1984.      | Не тако давно                      |                       |
| 1990.-те ▲ |                                    |                       |
| 1991.      | Туце свилених чарапа               |                       |
| 1992.      | Повратак Вука Алимпића             | Марија                |
| 1996.      | Горе доле                          | Сара                  |
| 2000.-те ▲ |                                    |                       |
| 2003.      | Приче о животињама (цртана серија) | Приповедачица         |
| 2008.      | Ближњи (ТВ)                        | Службеница на станици |
| 2010.-те ▲ |                                    |                       |
| 2010.      | Оно као љубав (серија)             | Мајка Зора            |